# Daoud Iraqi
Daoud Younis Abdallah Iraqi (arabisch داود يونس عبد الله العراقي, * 13. September 1999 in Berlin, Deutschland) ist ein palästinensisch-dänischer Fußballspieler.

## Karriere

### Verein
Iraqi begann seine Karriere bei Hertha 03 Zehlendorf. 2015 wechselte er zu Tennis Borussia Berlin und spielte hier in der B-Junioren-Bundesliga. 2017 führte sein Weg weiter zum Berliner AK 07, bei dem er 2018 den Sprung in die 1. Männermannschaft in der Regionalliga Nordost schaffte. Anschließend pendelte er zwischen TeBe und dem BAK, ehe er 2021 zu Phönix Lübeck in die Regionalliga Nord wechselte. Zum Jahreswechsel 2021/22 ging er nach Palästina und schloss sich dem Shabab al-Khalil SC in Hebron an, mit dem er zum Saisonende Meister wurde. Mit Al-Khaleel debütierte er außerdem im AFC-Cup, wo er in allen drei Spielen seines Klubs in der Gruppe B zum Einsatz kam. Zur Saison 2022/23 kehrte er nach Deutschland zurück und spielte bei Babelsberg 03 abermals in der Regionalliga Nordost.
Zur Oberliga-Saison 2024/25 schloss sich Iraqi dem BFC Preussen an, mit dem er Staffelmeister wurde und in die Regionalliga Nordost aufstieg. In der Sommerpause 2025 wechselte er zum Oberligisten Tasmania Berlin.

### Nationalmannschaft
Iraqi kam 2020 zu drei Einsätzen in der Nationalmannschaft der Palästinensischen Autonomiegebiete unter Trainer Makram Daboub. Sein Debüt erlebte er bei der 0:2-Niederlage gegen Bangladesch am 15. Januar 2020. Alle drei Einsätze für die Nationalmannschaft fanden im Rahmen des Bangabandhu-Cups in Dhaka statt.

### Erfolge
- Palästinensischer Meister: 2022 mit Shabab al-Khalil SC
- Meister der Oberliga Nordost-Nord: 2025 mit BFC Preussen

## Privat
Iraqi ist praktizierender Moslem.